# ガンダムダブルエックス
ガンダムダブルエックス (GUNDAN DOUBLE X、ガンダムDX) は、1996年に放送されたテレビアニメ『機動新世紀ガンダムX』に登場する架空の兵器。作中の軍事勢力である新地球連邦軍が開発した人型兵器「モビルスーツ」（MS）のうち、ガンダムタイプに分類される高性能機であり、作中の過去における大戦後に新造された機体の1機。大戦当時の旧連邦軍製MSであるガンダムX (GX) の後継機に相当し、GXのサテライトキャノン以上の威力をもつ高出力エネルギー兵器「ツインサテライトキャノン」を装備する。劇中では、新連邦の基地を脱走した主人公のガロード・ランによって強奪され、彼がそれまで搭乗していたGXに次ぐ作品後半の主役機となる。

## 機体解説
新地球連邦軍の力の象徴として開発された新型ガンダムタイプMSで、第7次宇宙戦争で最強のMSと呼ばれたガンダムX（GX）の強化発展機。機体製造は諜報統括官アイムザット・カートラル主導のもと、太平洋上に建設された人工島ゾンダーエプタ島で行われた。
ただし、フラッシュシステム起動に必要なニュータイプ（NT）を確保できなかったことから、大戦当時宇宙革命軍のNT用MSフェブラルとの戦闘で中破し地球に落下したジャミル・ニートのGXを回収し、システム部分を移植され製造された。また、完全新規の設計が難しかったことから、機体構造は戦前のものをベースとしている。政府再建委員会が新連邦樹立前に「新たな時代を象徴する強大なMS」として極秘裏に開発が進められていた一方、その開発に積極的だったのは新連邦（政府再建委員会）の中でもアイムザット一人だけだった。
戦前の基本設計をベースにした機体ではあるものの、中身は別クラスであり、戦後に開発されたMSでは最強クラスの性能を誇る。また、フラッシュシステムも移植・搭載されているためGビットの指揮・連携能力も維持しており、戦前に開発された各種オプション兵装との連携やリンクも可能。戦前のガンダムタイプ同様、支援戦闘機Gファルコンとの合体機構を備えている。
大幅な出力上昇にともなって増加した熱エネルギーを効率的に排熱するため、両前腕部と両下肢部それぞれの側面の装甲カバー内に、展開することでエネルギーチャージの際に発生する余剰エネルギーを冷媒によって熱と光へ変換し強制排出する「エネルギーラジエータープレート」が搭載されており、頭部も放熱効果を高めた形状となっている。MS単機としての戦闘力も大幅に向上しており、脚部各所に機動性向上の為のスラスターが増設され、機動性も高く、白兵戦においても極めて優れた運動性能を発揮する。
専用バスターライフルやハイパービームソード等の武装に関しても、ガンダムXに装備されていた武装の威力を遥かに超える、中～近距離戦闘において高い攻撃能力を誇る武装を装備している。対MS戦でも圧倒的な戦闘力を発揮し、ツインサテライトキャノンと合わせ、あらゆる距離帯や目標に対して効果的な攻撃が行える点が本機最大の特徴と言える

### Gコントロール・ユニット（Gコントローラー）
ガンダムダブルエックスの起動キーである携帯式独立操縦デバイス。GXと同様に、ダブルエックスのコクピットのパイロット・シート右側のポートへ接続する事で右側操縦桿として機能し、ツインサテライトキャノンの管制システムも兼ねている。ダブルエックスの開発にGXのデータやシステムを流用したことから、専用のGコンだけでなくGX用の物でも起動可能という互換性も有している。

#### ダブルエックス専用
GX同様、機体奪取等のトラブルを防止するため、新連邦軍に製作されたダブルエックス専用のGコントロール・ユニット。丸みを帯びた赤と黒のカラーリングが施されたハンドガン風の本体に航空機の垂直尾翼のようなパーツが1枚備わった独特の形状で、アイムザットが管理者として終始所持していたが、一度も使用されることはなく、アイムザット搭乗艦と共に消失した可能性が高い。

#### GX用
ガロードが所持していたGX用のGコントロール・ユニット。ゾンダーエプタ一帯でフリーデンクルーが拘束された際に、一時アイムザットらに押収されてしまったが、ジャミルとティファが奪回したことでガロードの手に戻り、ダブルエックスに乗り込んで接続すると機体を起動させ、奪取に成功させた。以降、ダブルエックスを専用機としたガロードは、以前から使用していたこのGコンで本機を運用していった。

### サテライトシステムMk-Ⅱ
サテライトシステムを発展強化させた新型のエネルギー供給機構兼ツインサテライトキャノン射撃管制システム。基本的な機能と運用方法はGXのサテライトシステムと同等だが、冷却効率の向上とツインサテライトキャノン用のエネルギー容量の増強を実現しており、オリジナルのシステムをより遥かに上回るほどのエネルギー供給効率を誇る。システム起動時には月面の設備から送信されたガイドレーザーを受信すると、原型機の2対4枚から3対6枚に増設・大型化された背面のリフレクターと、前述のエネルギーラジエータープレートが全て展開し、ツインサテライトキャノン発射態勢をとる。
また、システム起動後、リフレクターとエネルギーラジエータープレートの展開時に副次的な効果として排熱によって発生する熱エネルギーが防壁の様な役割を果たし、敵MSの接近を阻止する。更に、通常MSにとってはマイクロウェーブ自体が照射範囲にいるだけでも極めて危険な状態となる為、劇中ではこれを利用し、革命軍と新連邦双方の大軍をマイクロウェーブの照射範囲から退避させる事でフリーデンチームの進路を確保する場面もあった。

### 武装

#### 標準装備
ツインサテライトキャノン
背面に搭載された連装型超出力エネルギー砲。サテライトシステムMk-IIによって、GXのサテライトキャノンの数倍の威力を持つ上に一度のスーパーマイクロウェーブ受信で複数回の連続射撃も可能となった。実際に劇中でもダリア作戦阻止の際、エネルギー充填後に再充填無しで3度の砲撃を行っている。また、エネルギーの大容量化に伴い、1門では砲身が耐えられなくなった為、砲身は2門に変更し、同時に発射する事で巨大な1軸のビームを撃ち出す方式になっている。
GXではマニピュレーターで保持する必要があった砲身は、ダブルエックスでは肩部に格納されたセンサー内蔵マウントで固定された。この事によって両腕がフリーの状態で発砲可能となっている。
MSサイズの武装としては規格外の破壊力を持つ大量破壊兵器で、照射されるビームの規模はコロニーレーザーに匹敵する範囲を有する。作中では初使用時には一撃でゾンダーエプタ島を消滅させ、第34話「月が見えた！」のコロニーレーザー狙撃の際は、本機が地球近郊から月のラグランジュポイント上のコロニーレーザーに対し、数十万km単位での超長距離からコロニーレーザーの砲口とほぼ同サイズのビームを放ち、一射目と二射目では脅しの為にわざと掠らせ、三射目では中心部を正確に狙撃しコロニーレーザーを破壊、短時間に3度の高精度砲撃を行うなど、脅威を見せつけている。
ハイパービームソード
GXの大型ビームソードを更に出力強化した接近戦用武装。GXのものより更に巨大なビーム刃と強大な攻撃力を持ち、MSの白兵武装としては当時最強の武装の一つ。出力を更に上げる事でMSサイズの刀身を持つ大太刀を化す。GXの大型ビームソードと同様、ハンドガードが備えられている点が特徴。左右サイドスカートに各1基の計2基を装備する。初陣では二刀流も披露し、ライフルとシールド未装備の状態でありながらもこの武装とブレストランチャーのみでバリエント部隊を全滅させる。
DX専用バスターライフル
本機用に新たに開発された高出力型ビームライフル。GXのシールドバスターライフルより大出力であり、シンプルな構造で整備性が高く徹底的な軽量化がなされ、取り回しに優れる。火力も通常ビームライフルの数倍の威力を発揮し、射線上の複数のMSを撃破する事も可能など非常に優秀な武装である。
『機動新世紀ガンダムX』第23話においては、ゾンダー・エプタの格納庫内においてディフェンスプレートとともに装備された姿が確認できる。ところが、第24話の初出撃時においては双方ともに非装備の状態でガロード・ランに奪取されている。その後、第25話においては装備状態で出撃が確認できる。また、第26話における対コルレル戦にてビームナイフをコクピットに突き刺される寸前でガロードがこのライフルを防御に用いて、その爆発によって生じた隙をついて形勢を逆転させた事もあった。GXのシールドバスターライフルに比べシールドと一体型ではない為か、破損・取り落とすなど使用不能に陥るシーンが多かった。
ブレストランチャー
胸部インテーク下に2門装備された三砲身ガトリング式大口径機関砲。各種弾頭を使用可能なマルチパーパス仕様となっている。劇中ではバリエントを破壊する等、これのみでMSを破壊可能な威力を持つ。
マシンキャノン
肩・胸部に装着された二門のガトリング砲。第26話の対コルレル戦にて使用描写が見られるが文字設定では未記載。ヘッドバルカン・ブレストランチャーとの一斉射撃でコルレルを蜂の巣にして撃破した。『SDガンダム Gジェレーションクロスレイズ』ではこの一斉射撃がバルカン掃射という名称で本機の武装として登場している。資料によってはブレストランチャーの一部として扱われている。
ヘッドバルカン
頭部に2門装備された小口径機関砲。ブレストランチャーや肩部マシンキャノンに比べ威力は劣るが、ミサイル迎撃や接近戦時の威嚇・牽制、対人戦など幅広い用途を持つ。
ディフェンスプレート
ルナ・チタニウム合金製の手持ち・前腕装着両用の実体盾。軽量なため取り回しにも優れ、正規軍以外の武装では傷一つ付けるのすら困難な強度を持つ。ビーム兵器からの攻撃に対しても充分な防御力を発揮する。その特異な形状は左手で装備するに際し、機体中央側の装甲を広く厚く外側を削減して防御力と軽量さのバランスを考慮したものである。

#### オプション武装
こちらでは1/100プラモデルのボーナスアイテムなど、劇中未使用の装備を記述する。これらのうちG-ハンマーとビームジャベリンは第37話で反地球連邦組織基地内の格納庫の床に置かれているのが確認できる。なお携行オプション装備はリアスカート部に専用のマウントラッチを取り付け携帯する。ゲーム作品では、ロケットランチャーガンとビームジャベリンが『ガンダムメモリーズ 〜戦いの記憶〜』に、G-ハンマーが『SDガンダム カプセルファイターオンライン』に、G-ハンマーとビームジャベリンとロケットランチャーガンが『機動戦士ガンダムEXVSシリーズ』にそれぞれ登場。以降のゲーム作品でも登場する機会が増えてきている。
ロケットランチャーガン
大型ロケット弾頭を発射するMS版カンプピストル風の武装。大型弾頭のため携行弾数は制限されるが凄まじい破壊力を持つ。リアスカート部に専用マウントラッチ（発射機本体も折り畳んで装着可能）を使用して2発の弾頭を携行する。『EXVS2』から格闘CS武装として登場。
G-ハンマー
鉄球とワイヤーを接続した接近戦用打撲武器。ワイヤー式であるため不要時はコンパクトな形態で収納可能。鉄球に内蔵されたスラスターによって、投擲後の軌道コントロールが可能。水中戦でも威力を発揮する。『EXVSMB』では格闘の特殊格闘派生として初めて採用された。
ツインビームソード
グリップ両端に発生器を内蔵する双頭刃タイプのビームソード。出力もハイパービームソードを上回る。
ビームジャベリン
ビームの刃を持つ長槍。通常のビームサーベル以上のリーチを持ち、敵の間合いの外から攻撃する事が可能。
なおG-ハンマー・ツインビームソード・ビームジャベリンは専用のマウントラッチに三種纏めて携帯する。『EXVSシリーズ』ではメイン射撃のチャージ武装、『EXVSMB』からは後ろ格闘として登場する。
Gビット
設定のみで原作未使用。GX2号機のシステムを移植しているので本機もGXビットを使用可能。アイムザットがローレライの海でGビットをサルベージしていたのは本来DX用の武装とするためだった。ゲーム『スーパーロボット大戦シリーズ』などで登場。月のD.O.M.E.に配備されていた機体を回収したもの。ガロードはニュータイプ能力を有していないので、ティファ・アディールがサブパイロットという形で操作する。
基本的にはビームライフルによる射撃攻撃を行うが、作品によってはサテライトキャノンを一斉掃射する「Gビットサテライトキャノン」の使用も可能。
関連して、『ガンダムビルドファイターズ』第7話ではアバンタイトルに登場したカトウのダブルエックス（機体色は金基調）が12機のGXビット(機体色は緑基調)を随伴させていた。

#### 一時的借用武装
エアマスターバースト用バスターライフル
対ブリトヴァ戦でライフルを破壊された際に、ガンダムエアマスターバーストの切断された前腕から借り受けて使用。エアマスターを囮にした戦術でブリトヴァのモノフィラメントワイヤーカッターを撃ち抜き撃破に成功する。
ディバイダー
対ラスヴェート戦にてスラスターを損傷した本機がガンダムXディバイダーから借り受け使用。ディバイダーのスラスター機能によって墜落を免れる。その後、装備状態のままラスヴェートと戦闘し撤退させる。TCG『GUNDAM WAR』ではこの状態の本機がガンダムダブルエックスディバイダーとして登場する。

### 劇中での活躍
ゾンダーエプタ島で起動テスト後輸送中に、バルチャー艦フリーデンのクルーであるガロードに前述の事情から奪取され、以後彼の専用機としてフリーデンにて運用されることとなる。
ガロードはダブルエックス奪取時に触れ合ったカトック・アルザミールの「過ちは繰り返すな」という遺言を深く心に刻み、大量破壊兵器たるサテライトキャノンは本当に必要な戦局以外は使おうとせず、劇中では4話6発のみしか撃っていない。そのため、基本はライフル射撃とビームソード主体の対MS戦闘機として運用した。新連邦軍との戦いではフロスト兄弟がスカウトしたエースパイロットのニュータイプ候補生たちと機能を極限まで特化させた特殊機体を次々と刺客として送り込まれるが、基本性能の高さや僚機との連携などで全て退けることに成功している。
ガロードが革命軍への亡命者を装って宇宙に向かった際には革命軍への交渉の決め手にもなった。ダリア作戦阻止以降はティファが同乗しており、D.O.M.E.へ向かう際には正式なサブシートが増設される。なお、これはフロスト兄弟との最終決戦時には外されており、ティファはサブシートなしの状態で同乗している。
最終話にてガンダムヴァサーゴ・チェストブレイクとガンダムアシュタロン・ハーミットクラブのサテライトランチャーとの撃ち合いで大破、宇宙空間に遺棄される。

### デザイン
リフレクターが展開して初めてXの字を形成するGXに対し、こちらは通常の状態でX字型の意匠を備えている。頬部分に髭のような突起がついており、アンテナと合わせることで『X』の文字を形成するほか、折りたたんだリフレクターと2基のサテライトキャノンの砲身でもう一つのXのシルエットを形成する。
また、左右のリフレクターは展開すると横向きの金色W字になり、左右で合わせることで横向きの『XX』のシルエットとなる。カラーリングは白紺（ミッドナイトブルー）ツートンに白いライフルというνガンダム系統の配色で、GX直系の強化後継機ながら相当に意匠の異なる機体となった。

## Gファルコンダブルエックス
Gファルコンがガンダムダブルエックスと合体した形態で、ダブルエックスをAパーツとBパーツで挟むようにして収納する。Bパーツ自体はダブルエックスのバックパックの接続コネクタに合体する。Gファルコンと合体する事で爆発的な加速力と機動性、単機では実現できないレベルの攻撃力が付与され、一個艦隊並の戦闘力を発揮する。格納したダブルエックスごと戦闘機のような形態を取った"ダブルエックス収納状態"は合体前のダブルエックスから大幅に機動性・推力・火力が上昇し、そのままツインサテライトキャノンなどの武装も使用可能となる。戦闘機としては通常では有り得ない程高性能の重武装機となり、MSとしては他を圧倒する高機動性を持ち、非常にトータルバランスに優れた機体となる。また、ガンダムを収納したままでの大気圏突入機能も有している。
これとは別にガンダムダブルエックスのサテライトシステムを起動した『ガンダムダブルエックス合体時サテライトキャノン発射形態』も存在し、サテライトキャノンのエネルギーを最大出力にする事ができる。

### 武装
ハイパービームソード
ヘッドバルカン
DX専用バスターライフル
ディフェンスプレート
Gビット
ツインサテライトキャノン
背部に装備された戦略級兵器。設定上は収納形態でも使用可能。前述のようにこの形態ではツインサテライトキャノンを最大出力で発射可能。また、対MS戦等の通常戦闘用としてツインサテライトキャノンの砲身から高出力ビームキャノンを発射するゲーム作品として『SDガンダム GGENERATION-F』がある。ゲーム上ではツインサテライトビームと呼称されている。
エネルギーパック
元々のGファルコンには装備されていなかったものだが、ダブルエックスとの連動を踏まえ追加された。
機動力の強化とツインサテライトキャノン発射のエネルギーを補うために装備される。
2本存在し1/100キットに付属しているがゲーム作品等では装備されていない場合が多い。
バルカン砲
GファルコンAパーツ機首に2門装備した機銃。高速での命中精度には高い評価があり、これだけでMSを数機まとめて破壊する威力も併せ持つ。
拡散ビーム砲
Bパーツの左右に1門ずつ装備された大型ビームキャノン砲。その威力は複数の敵を一瞬で消滅させる。
赤外線ホーミングミサイル
Bパーツコンテナ部の左右に1基ずつ装備された赤外線誘導の実弾兵器。左右それぞれ10発が装填されている。

### 劇中での活躍
劇中では爆発する衛星からの退避や、戦場からの高速離脱など機動性を生かした移動手段としての使用のみのため、直接の戦闘場面はない。またプラモの文字設定では増設Eパックを装着していないアニメ本編のGファルコンは不完全な状態であることがうかがえ、アニメ本編で戦闘ができなかった理由の補完がなされている。
また現在の所、Eパック周りの設定・描写、存在を無視するようにみえる演出がなされている。特にSD体型で登場の『GGENERATION』シリーズ、『スーパーロボット大戦』シリーズ、『SDガンダム カプセルファイターオンライン』に顕著である。理由は不明である。

### 名称について
本形態は公式サイトなどに正式名称が記されておらず、またプラモ等の資料の少なさから、呼称か統一されておらず、各種媒体によって呼び方がいくつか存在する。ガンプラではGファルコンユニットガンダムダブルエックス、『GGENERATION』シリーズではGファルコンDX、『スーパーロボット大戦』シリーズではガンダムダブルエックス+Gファルコン、他にはガンダムDX（Gファルコン）などの呼び名がある。本記事ではGファルコンダブルエックスとしている。